# Fundătura, Cluj
Fundătura (în maghiară Szamosjeno sau Kisjeno) este un sat în comuna Iclod din județul Cluj, Transilvania, România.
Satul Fundătura este situat la 32 de km N de localitatea Cluj-Napoca, fiind străbătut de valea Lujerdiului, valea Lonei și râul Someșul Mic. 

### Istorie
Chiar dacă prima atestare documentară a așezării este în 1269, aceasta fiind menționată sub denumirea de Geneu sau Gneu, într-un eseu al lui V. Istvan (1239 - 6 august 1272), fiul lui Bella IV, regele Ungariei,  descoperirile arheologice efectuate la Cluj, Dej și Sic au documentat prezența masivă  a dacilor, după cucerirea romană, fie ca agricultori, crescători de  vite, meșteșugari și pe aceste meleaguri.
În jurul anului 900, în valea Someșului Mic este menționată existența voievodatului condus de voievodul Gelu, din care făcea parte si teritoriul actualei  comune Iclod, care în acea perioadă era locuită de populația românească constituită în așezări/obști sătești.
Istoricul I. A. Pop admite că voievodatului românesc al lui Gelu a continuat să existe sub Tuhutum, cel care l-a învins pe Gelu în anul 903, iar apoi Horca și Iula (Geula sau Gyla). 
Chiar dacă au ocupat Bazinul Panonic tot în jurul anului 900, la vest de Transilvania, maghiarii au început, sistematic, extinderea în Transilvania, și implicit pe meleagurile pe care se găsesc satul Fundătura și comuna Iclod, abia după ce au fost creștinați, sub Ștefan (István) cel Sfânt (1001) și în contextul în care posibilitățile de a mai face incursiuni în vestul Europei le erau mult limitate. Această extindere care a culminat prin ocuparea întregii regiuni, a avut loc în decursul a aproximativ 200 de ani.

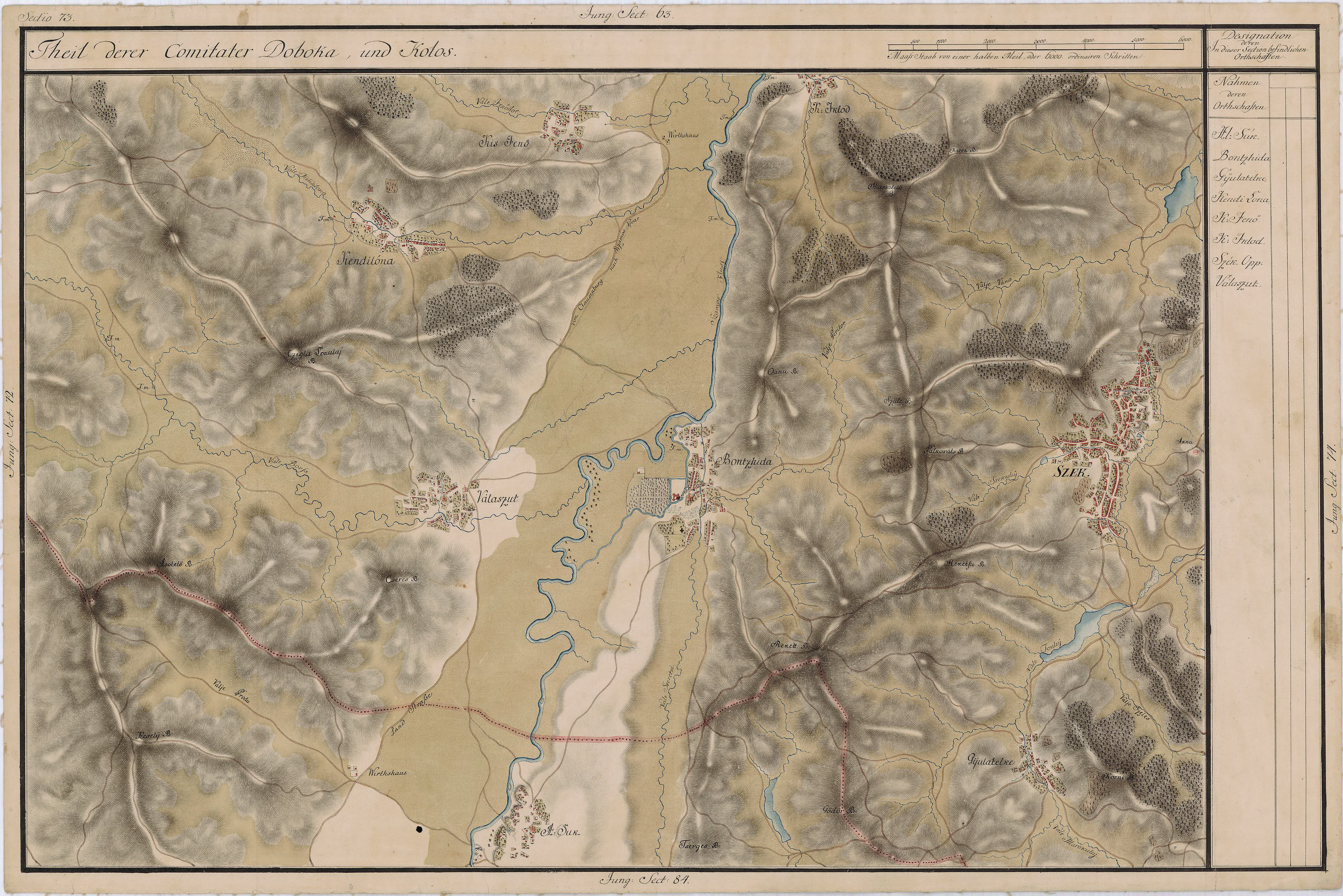
Fundătura pe Harta Iosefină a Transilvaniei, 1769-1773

## Galerie de imagini

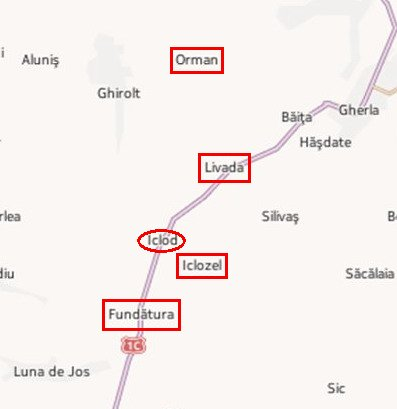
Comuna Iclod și satele componente